# پسکالیا
پسکالیا (به ایتالیایی: Pescaglia) یک کومونه در ایتالیا است که در استان لوکا واقع شده‌است.

## خصوصیات
پسکالیا ۷۰٫۴ کیلومترمربع مساحت و ۳٬۷۶۲ نفر جمعیت دارد و ۵۰۴ متر بالاتر از سطح دریا واقع شده‌است.